# Fakir’s Crutch

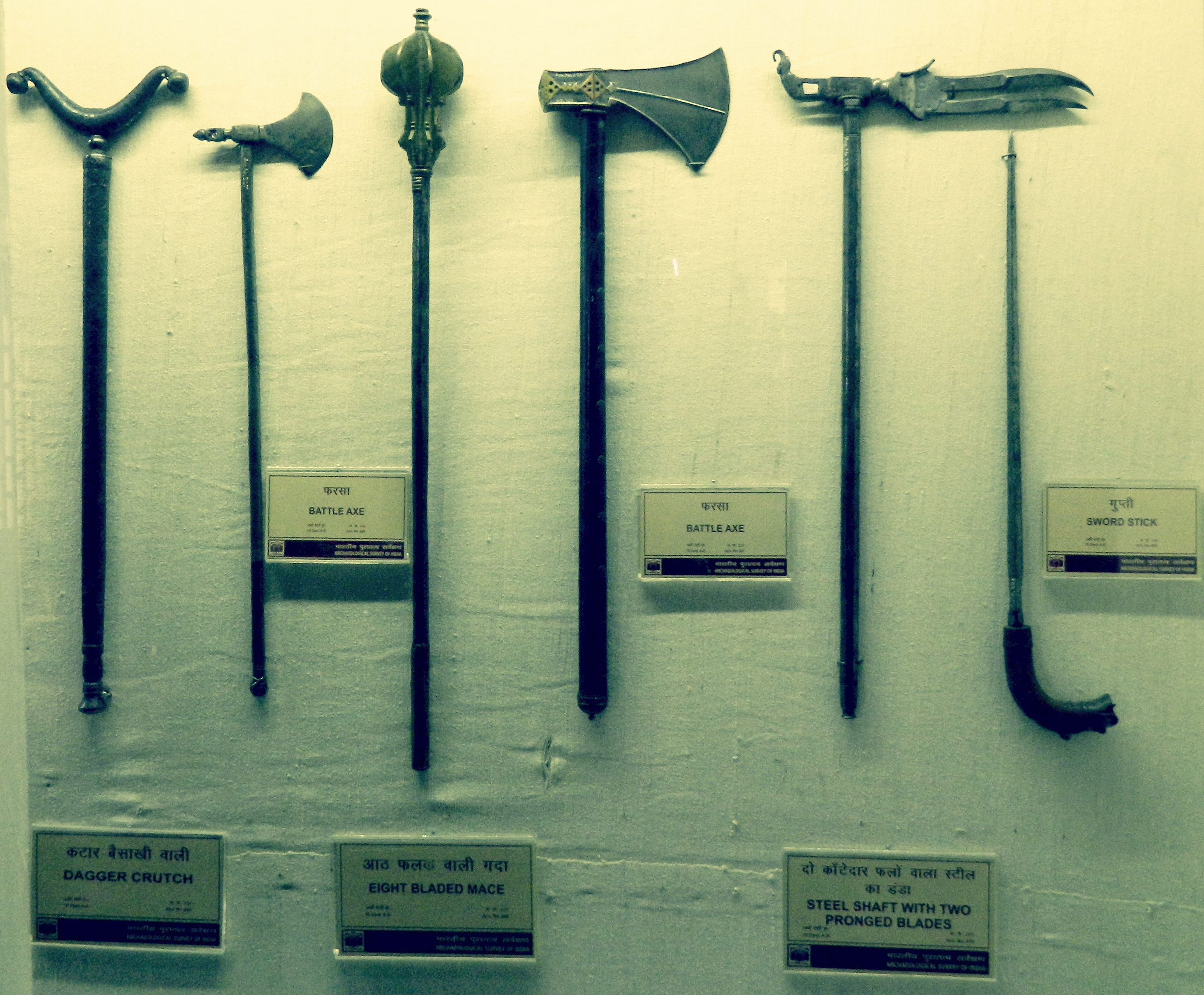
Links ein Fakir’s Crutch

Der Fakir’s Crutch (engl. für Gehstock des Fakirs) ist ein Spazierstock aus Indien. Er wurde von den indischen Fakiren als Abwehrwaffe getragen. Manchmal werden auch die Bezeichnungen Bairagi oder khundli p’hansi verwendet. Den Fakiren war es verboten, Waffen zu tragen, also erdachten sie eigene Waffen, die nicht unter dieses Verbot fielen (zum Beispiel Madu).

## Beschreibung
Der Fakir’s Crutch besteht meist komplett aus Metall und hat in etwa die Form eines kurzen Spazierstocks. Dieser Stock stützte den Arm beim Sitzen. Manche Ausführungen haben einen schweren Griff, der effektiv als Keule eingesetzt werden kann. Viele Ausführungen haben einen versteckten, langen Dolch im Schaft. In Form und Ausschmückung sind sie sehr verschieden. Ein beliebtes Motiv für den Griff ist eine Hand, welche auf der einen Seite einen Antilopenhorn, auf der anderen Seite eine Schlange mit Tigerkopf hält. Manche sind sehr einfach gearbeitet, andere sehr kunstvoll  mit Vergoldungen oder Tausia.